# Miles Away
Singles de Madonna
Give It 2 Me
(2008) Celebration
(2009)
Pistes de Hard Candy
Heartbeat
(4) She's Not Me
(6)
Miles Away est le troisième extrait du onzième album studio de Madonna; Hard Candy. Écrite et produite par Madonna, Tim Mosley, Justin Timberlake et Nate Hills, cette balade tranche radicalement avec les standards du RnB. Le single est sorti dans le monde entier le 21 novembre 2008 Les paroles sont autobiographiques et traitent des relations à distance.

## Charts mondiaux
| Pays                                     | Meilleure Position |
| ---------------------------------------- | ------------------ |
| Allemagne                                | 11                 |
| Autriche                                 | 21                 |
| Belgique                                 | 41                 |
| Brésil                                   | 35                 |
| Canada                                   | 23                 |
| Danemark                                 | 39                 |
| Espagne                                  | 1                  |
| Estonie                                  | 1                  |
| France                                   | 54                 |
| Israël                                   | 6                  |
| Italie                                   | 15                 |
| Maroc                                    | 10                 |
| Japon                                    | 5                  |
| Mexique                                  | 87                 |
| Pays-Bas                                 | 9                  |
| Pologne                                  | 70                 |
| République tchèque                       | 5                  |
| Royaume-Uni                              | 39                 |
| Suède                                    | 25                 |
| Suisse                                   | 32                 |
| Turquie                                  | 2                  |
| États-Unis Billboard Hot 100             | -                  |
| États-Unis Billboard Pop 100             | 99                 |
| États-Unis Billboard Hot Digital Song    | -                  |
| États-Unis Billboard Hot Dance Club Play | 5                  |
| États-Unis Billboard Hot Dance Airplay   | 1                  |
| Europe                                   | 23                 |
| Monde                                    | -                  |